# Konstantin I av Grekland
Konstantin I av Grekland (grekiska Κωνσταντίνος Α΄, Konstantínos I), född 2 augusti 1868 i Aten, död 11 januari 1923 i Palermo, var kung av Grekland 1913–1917 och 1920–1922. Han var son till Georg I och Olga Konstantinovna av Ryssland; gift 27 oktober 1889 i Aten med Sofia av Preussen (1870–1932), syster till Vilhelm II av Tyskland.

## Biografi
Konstantin grundlade under studier i Tyskland starka sympatier för landet och gifte sig 1889 med Vilhelm II:s syster Sofia. Han anförde den thessaliska armén under kriget mot turkarna 1897 och fick bära skulden för motgångarna, även om han i en offentlig redogörelse framlade ett vägande försvar. 1900 blev han överbefälhavare över armén och måste vid överste Nikolaos Zorbas militärrevolt 1909 tillsammans med sina bröder fly landet. 1910 återvände han och var överbefälhavare i Balkankrigen 1912–1913. Framgångarna i dessa krig stärkte hans anseende, och det var under goda förhoppningar han i mars 1913 efterträdde fadern.
Hans starka sympatier för Tyskland gjorde dock hans ställning svår, och han kom efter första världskrigets utbrott att misstänkas för tysk-aktivism, även då han eftersträvade ärlig neutralitetspolitik. Premiärministern Eleutherios Venizelos fordrade anslutning till Ententemakterna, varför Konstantin lät hans regering falla i mars 1915, och tillsatte en regering med Dimitrios Gounaris som konseljpresident. Vid valen i juni samma år vann Venizelos parti åter makten, och bildade i augusti en regering som tillät landsättning av franska och brittiska trupper i Saloniki. Greklands inträde i ententen ansågs avgjord. I oktober stoppade dock Konstantin dessa planer genom att avskeda Venizelos som efterträddes av Alexandros Zaimis och Stephanos Skouloudis regeringar.
Nya val i december 1915 utföll till Konstantins fördel. Under tiden hade den grekiska krigsmakten mobiliserats. Då den nu ej kom till användning, krävde ententen dess demobilisering och stödde sitt krav med en partiell blockad av kusten, och i september 1916 bildade venizelisterna en revolutionsregering i Saloniki. En ny regering under Zaimis demobiliserade krigsmakten. Då ententen dock fordrade utlämning av en del av artilleriet och i december samma år landsatte trupper i Aten, samtidigt som ententeblockad framkallade verklig nöd i Grekland. Konstantin överlämnade slutligen 12 juni 1917 till representanter för Greklands garantimakter Storbritannien, Frankrike och Ryssland en tronavsägelse till förmån för sin näst äldste son Alexander.
Efter Alexanders död i oktober 1920 bosatte Konstantin sig i Schweiz. Hans anhängare vann dock i november samma år 2/3 av platserna i riksdagen och en folkomröstning uttalade sig för hans återinsättande, vilket skedde 19 december 1920. Ententemakterna vägrade att erkänna honom och vägrade Grekland allt stöd i kriget mot Turkiet. Kriget mot Turkiet i Mindre Asien fick ett mindre lyckligt förlopp. Efter Smyrnas fall 8 september 1922 fruktade man att turkarna skulle erövra Trakien. Militären revolterade och 27 september 1922 måste Konstantin abdikera för andra gången, varefter han bosatte sig i Palermo.

## Barn
- Georg II (1890–1947)
- Alexander I (1893–1920)

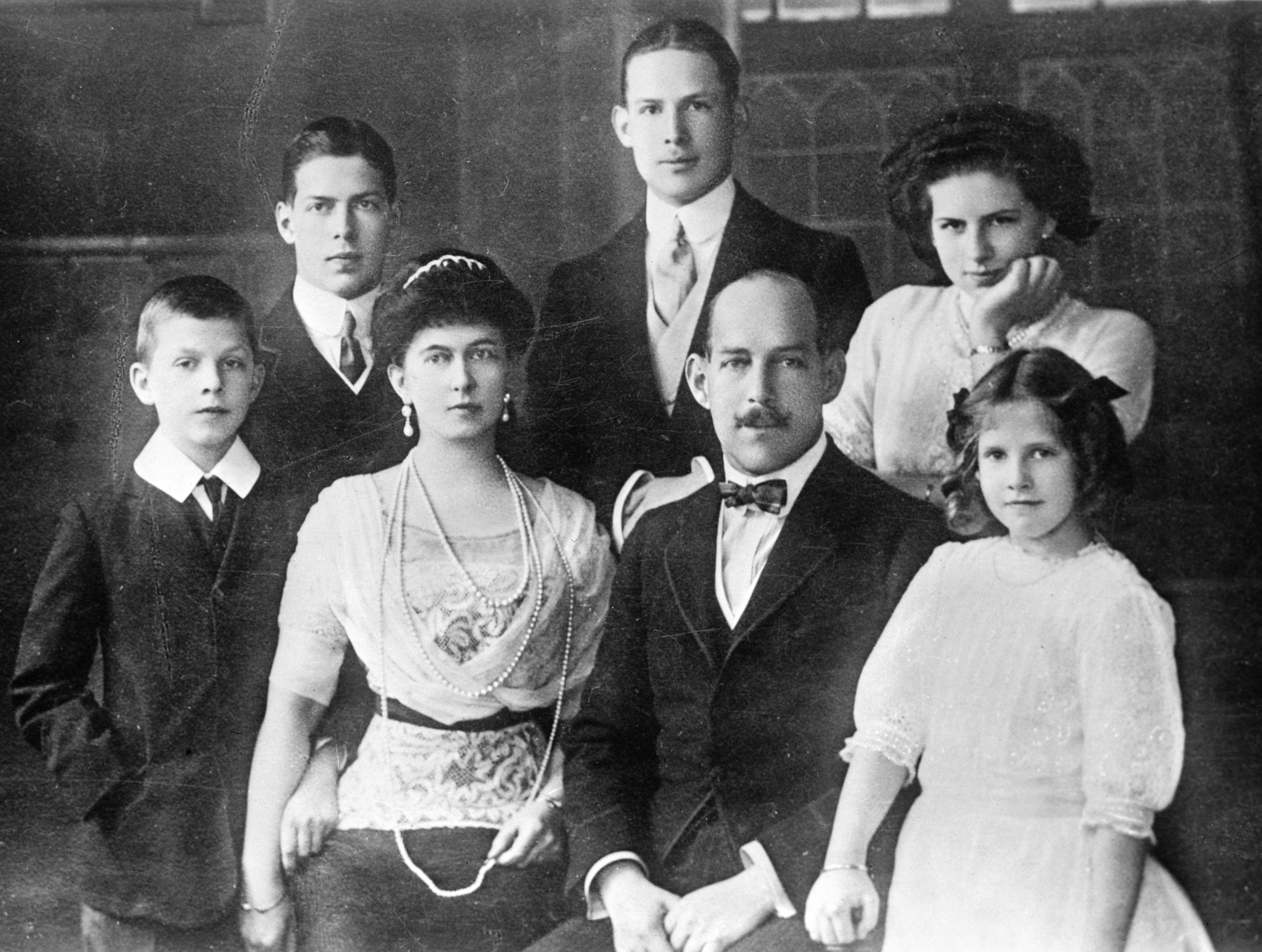
Konstantin I med familj 1912

- Helena (1896–1982), gift med Carol II av Rumänien
- Paul I (1901–1964)
- Irene, gift med prins Aimone av Aosta
- Katharina (1913–2007), gift med sir Richard Campbell Brandram

## Utmärkelser
- Storkors av Bathorden,  4 juli 1895[4]
- Victoriakedjan,  1902
- Gyllene skinnets orden
- Sankt Alexander Nevskij-orden
- Storkors av Hederslegionen
- Frälsarens orden
- Annunziataorden
- Sankt Stefansorden
- Svarta örns orden
- Elefantorden
- Riddare av Gyllene skinnets orden
- Kungliga Serafimerorden
- Storkorsriddare av Italienska kronorden
- Tapperhetskorset
- Dannebrogorden

[Redigera Wikidata]